# Анна Глостерская
А́нна Гло́стерская (англ. Anne of Gloucester; около 1382/1383— 16/24 октября 1438) — английская аристократка, старшая дочь Томаса Вудстока, герцога Глостера, и Элеоноры де Богун. Король Генрих IV признал в 1399 году за ней титулы графини Бекингем, Нортгемптон и Херефорд, леди Брекнок и Холдернесс. Дама ордена Подвязки с 1405 года.
Её отец был младшим из сыновей короля Эдуарда III. После убийства отца, а также ранней смерти брата и сестёр, Анна стала одной из богатейших наследниц Англии. Её первыми мужьями были два брата — Томас Стаффорд, 3-й граф Стаффорд, и Эдмунд Стаффорд, 5-й граф Стаффорд, благодаря чему после гибели второго в 1403 году в качестве вдовьей доли ей досталось 2/3 владений Стаффордов. Проигнорировав интересы короны, она тайно вышла замуж в третий раз по своему выбору — за Уильяма Буршье, в результате чего её новый муж был вынужден заплатить лично Генриху IV большой штраф. Большую часть своей последующей жизни Анна старалась получить наследство матери, права на которое оспаривали английские короли Генрих IV и Генрих V, но в итоге была вынуждена согласиться на невыгодные условия. Надолго пережив Уильяма Буршье, Анна сосредоточилась на продвижении карьеры своих сыновей от третьего брака, трое из которых стали пэрами Англии, а ещё один — архиепископом.

## Происхождение
Анна принадлежала к английской королевской династии Плантагенетов и была дочерью Томаса Вудстока, младшего из сыновей короля Эдуарда III и Филиппы Геннегау. Он был намного моложе своих старших братьев и фактически принадлежал к следующему поколению. Отец даровал Томасу титулы графа Бекингема и Эссекса, а племянник Ричард II присвоил ему титул герцога Глостера. Также он удачно женился на Элеоноре де Богун, старшей дочери Хамфри де Богуна, 7-го графа Херефорда. Поскольку сыновей у того не было, наследницами огромных владений Богунов стали две дочери. Томас и Элеонора получили ряд поместий в Эссексе, одно из которых, Плеши, стало центром его владений. Младшая сестра Элеоноры, Мария, также имела права на наследование владений. Хотя Томас пытался заставить её уйти в монастырь, девушку фактически выкрал Джон Гонт, один из старших братьев Томаса, и выдал её замуж за своего сына Генри Болингброка, который в будущем под именем Генриха IV стал королём Англии. Этот брак имел серьёзные долгосрочные последствия для Томаса: он был вынужден отказаться от контроля за некоторыми поместьями, вошедшими в долю Марии. Кроме того, неравноценный раздел владений Богунов привёл к долгим спорам, которые продолжились и после его смерти. Это привело к тому, что отношения между Генри Болингброком и Томасом никогда не были особенно близкими.
В браке Томаса и Элеоноры родилось сын Хамфри, а также 4 дочери — Анна, Джоан, Изабелла и Филиппа.

## Ранние годы
Анна родилась в 1382 или 1383 году. Её детство прошло в герцогском доме в замке Плеши в Эссексе. 
С самого начала жизни благодаря богатству и происхождению Анна стала ценным призом на брачном рынке. Уже в июне 1391 года Анну, которой тогда ещё не исполнилось 10 лет, отец выдал замуж за Томаса Стаффорда, 3-го графа Стаффорда. Брачная церемония прошла в замке Плеши. Уже в следующем году муж Анны умер до того, как брак был консумирован, но в договоре было предусмотрено, что в таком случае девушка выйдет замуж за одного из братьев Томаса — Уильяма, получившего теперь титул графа Стаффорда, или Эдмунда. Оба в это время были несовершеннолетними и оказались под опекой герцога Глостера. Уильям умер в 1395 году, поэтому около 1396 года отец выдал Анну замуж за Эдмунда, 5-го графа Стаффорда.

## Борьба за наследство
В 1397 году отец Анны был убит. В 1399 году умерли её мать и единственный брат, получивший из наследства отца только титул графа Бекингема. К 1400 году 2 сестры Анны также умерли, а ещё одна, Изабелла, стала монахиней и вскоре также умерла. В итоге Анна, которая теперь должна была получить поместья, ранее принадлежавшие графствам Бекингем, Нортгемптон и Херефорд, стала одной из величайших наследниц в Англии, хотя за обладание поместьями отца ей пришлось долго бороться.
В 1399 году королём стал Генрих IV Болингброк, свергнувший Ричарда II. Он признал за Анной титулы графини Бекингем, Нортгемптон и Херефорд, леди Брекнок и Холдернесс. Но за своё наследство, включавшее владения, которые располагались в 11 английских графствах, Ирландии и Уэльсе, ей пришлось вести длительную борьбу. Так она требовала около 1000 фунтов в год за маноры Окем в Ратленде и Холдернесс в Йоркшире, входившие в состав онора графства Бекингем. Однако Окем она получила только в 1414 году, а Холдернесс — в 1437 году, незадолго до смерти. Отношение к Анне нового короля было непростым, ибо он негодовал по поводу несправедливого раздела наследства Богунов между её матерью и его женой Марией.
Большую часть своей жизни Анна боролась за защиту своих интересов в одиночку, поддерживаемая только несколькими лояльными и талантливыми администраторами, относившимися к ней с большим уважением. По мнению современных исследователей, это показывает, что Анна обладала сильным характером.
Известно также, она была достаточно набожной, разделяя любовь матери к учёбе и церкви. Анна дружила с Джоном Уичем, настоятелем монастыря Ллантони в Глостершире, переписываясь с ним как на французском, так и на английском языках. В письмах просматриваются деловая хватка и решимость, которые она приобрела благодаря личному управлению своими поместьями.

## Третий брак
В 1403 году в битве при Шрусбери погиб муж Анны, Эдмунд, оставив её вдовой с двумя малолетними детьми на руках: сыном Хамфри и дочерью Анной. Ещё одна дочь умерла в младенчестве. Кроме наследственных владений под управлением Анны в качестве вдовьей доли от двух первых мужей оказалось больше половины поместий Стаффордов. Близость к трону, а также размер владений сделали её брак политическим вопросом, а также вопросом финансовой заботы короны. Опасение, что валлийцы попытаются воспользоваться гибелью графа Стаффорда и могут захватить какой-то из принадлежащих Анне замков, располагавшихся вдоль валлийской границы, заставило Генриха IV отправить туда своего приближённого — Уильяма Буршье, которому была поставлена задача наблюдать за обороной её владений.
Уильям происходил из младшей ветви английского рода Буршье, который приобрёл известность в Англии в XIV веке благодаря безупречной службе короне и приобретению имений, которые были сосредоточены в графствах Саффолк и Эссекс. Судя по всему, Анна достаточно хорошо его знала и познакомилась с ним ещё в 1390-е годы в замке Плеши, когда тот после ранней смерти своего отца оказался под опекой герцога Глостера. Теперь же они оказались вместе в замке Хантигтон в Херефордшире. Анна на этот раз не желала быть пешкой в политике. Вероятно, что именно здесь, через несколько недель после гибели графа Стаффорда, состоялся их тайный брак. Точная дата неизвестна, но возможно, что он был заключён не позже октября 1403 года. Хотя Уильям понимал, что этот поступок наверняка не останется безнаказанным, но был готов рискнуть вызвать недовольство короля. В итоге Буршье выплатил лично королю крупный штраф. Вскоре после этого Уильям, несомненно, обладавший красноречием и обаянием, и Анна были прощены, поскольку Генрих IV высоко ценил военные и административные способности Буршье, а также его преданность Ланкастерам. При этом Генрих IV, несмотря на своё отношение к Уильяму, препятствовал всем попыткам Анны вернуть своё наследство. В 1405 году Анна стала дамой ордена Подвязки.
В 1413 году королём Англии стал Генрих V. Уильям, который служил тому в бытность его принцем Уэльским, извлёк пользу из своего прежнего сотрудничества. Кроме того, новый король первое время гораздо благосклоннее отца относился к попыткам Анны вернуть земли, на которые она претендовала в качестве вдовы и наследницы. В результате он позволил ей вернуть управление над манором Окем в Ратленде, а также получать доход от владений Стаффордов в Ирландии, используя эти уступки для вознаграждения своего бывшего соратника.
После возобновления Столетней войны Уильям принимал активное участие в военных походах Генриха V во Франции, получив там часть завоёванных владений и титул графа д’Э. Там он и умер в 1420 году, оставив Анну вдовой в третий раз.

## Последние годы
Анна надолго пережила мужа. Судя по её переписке со своим большим другом, настоятелем монастыря Ллантони, она следила за успехами английской армии во Франции, с гордостью отмечая «доблесть, мудрость и хорошее управление» Уильяма. Вероятно, по поводу его смерти Анна долго скорбела; больше замуж она так и не вышла. В завещании Анна просила, чтобы её похоронили в Ллантони рядом с мужем. Кроме того, она наняла двух священников из Литл Истоне, чтобы они ежедневно молились о спасении его души; с той же целью каждый день в Ллантони совершалось две мессы.
Дети Анны много времени проводили на континенте, поэтому она продолжала управлять своими владениями в одиночку. Хотя Генрих V ценил её покойного мужа, в 1421 году он заставил Анну согласиться на их передел, который был выгоден в первую очередь ему, чем закончил длительный спор за владения Богунов. Теоретически её доход после этого составлял 1200 фунтов в год, но выплаты эти часто задерживались. И только через 10 лет она окончательно получила своё наследство.
Возможно, что именно после передела владений она решила добиться того, чтобы их с Уильямом дети преуспели. Именно она продвигала их карьеру и устроила браки. Старший из сыновей, Генри, унаследовавший после смерти отца титул графа д’Э, позже получил титул 1-го графа Эссекса. Следующий сын, Томас Буршье, был избран для церковной карьеры; в итоге он стал архиепископом Кентерберийским и в течение трёх десятилетий доминировал на политической арене королевства. Ещё двое сыновей, Уильям и Джон, стали пэрами Англии, получив титулы соответственно баронов Фицуорина и Бернерса. Дочь же, Элеонора, вышла замуж за Джона Моубрея, 3-го герцога Норфолка. Сын от второго брака, Хамфри, получивший кроме отцовского титула графа Стаффорда ещё и титул графа (а потом и герцога) Бекингема, стал совершеннолетним в 1422 году; он также оставался близок как к ней, так и к единоутробным братьям.
Анна умерла между 16 и 24 октября 1438 года. Незадолго до смерти она составила завещание на английском языке, вспоминая своих самых верных слуг, услуги которых долго оставались без награды. Она завещала себя похоронить рядом с третьим мужем в своём любимом монастыре Ллантони. Там в 1453 году её дети основали вечную часовню, где поминались их души.

## Браки и дети
1-й муж: с июня 1391 Томас Стаффорд (ок. 1368 — 4 июля 1392), 4-й барон Стаффорд, 4-й барон Одли и 3-й граф Стаффорд с 1386 года. Детей от этого брака не было.
2-й муж: около 1396 года Эдмунд Стаффорд (2 марта 1377 — 21 июля 1403), 6-й барон Стаффорд, 6-й барон Одли и 5-й граф Стаффорд с 1395 года, лорд-верховный констебль Англии с 1399 года. Дети:
- Анна Стаффорд (ок. 1398/1401 — 24 сентября 1432); 1-й муж: с ок. 1415 Эдмунд Мортимер (6 ноября 1391 — 18 января 1425), 5-й граф Марч; 2-й муж: с ок. 24 октября 1429 Джон Холланд (29 марта 1395 — 5 августа 1447), 2-й граф Хантингдон, 2-й герцог Эксетер[10].
- Филиппа Стаффорд (умерла в младенчестве)[10].
- Хамфри Стаффорд (15 августа 1402 — 10 июля 1460), 7-й барон Стаффорд, 7-й барон Одли и 6-й граф Стаффорд с 1403, 1-й граф Бекингем с 1438, 1-й герцог Бекингем с 1444, граф Перш с 1431, лорд Верховный констебль Англии[10].

3-й муж: до октября 1403 Уильям Буршье (около 1374 — 28 мая 1420), член парламента Англии от Эссекса в 1404 году, 1-й граф д’Э с 1419 года, констебль Лондонского Тауэра с ноября 1415 года. Дети:
- Генри Буршье (ок. 1404 — 4 апреля 1483), 2-й граф д’Э 1420—1449, виконт Буршье с 1446, 5-й барон Буршье с 1432, 1-й граф Эссекс с 1461[15].
- Томас Буршье (ок. 1413 — 30 марта 1486), епископ Вустера 1434—1443, епископ Или 1443—1454, архиепископ Кентерберийский с 1454, лорд Верховный канцлер Англии с 1455, кардинал с 1467[15].
- Уильям Буршье (ум. ок. 1470), 9-й барон Фицуорин[15].
- Джон Буршье (ок. 1415 — 15 мая 1474), 1-й барон Бернерс[15].
- Элеонора Буршье (ум. ноябрь 1474); муж: с 1424 Джон Моубрей (ум. 6 ноября 1461), граф Ноттингем, граф-маршал Англии, 6-й граф Норфолк и 3-й герцог Норфолк с 1432[15].